# Kill Me, Heal Me
Kill Me, Heal Me (hangul: 킬미, 힐미; rr: Kilmi, Hilmi) é uma série de televisão sul-coreana exibida pela MBC TV do dia 7 de janeiro a 12 de março de 2015, estrelada por Ji Sung, Hwang Jung-eum, Park Seo-joon, Oh Min-seok e Kim Yoo-ri.

## Enredo
A experiência traumática na infância provoca chaebol de terceira geração Cha Do-hyun ter lapsos de memória, e sua personalidade fraturas em sete identidades diferentes. Ele tenta recuperar o controle sobre sua vida e é tratado em segredo por Oh Ri-jin, um residente de primeiro ano de psiquiatria, que eventualmente se apaixona por ele.

## Elenco

### Elenco principal
- Ji Sung como Cha Do-hyun
  - Lee Do-hyun como Cha Do-hyun (jovem)
- Hwang Jung-eum como Oh Ri-jin
  - Kim Amy como Oh Ri-jin (jovem)
- Park Seo-joon como Oh Ri-on
  - Kim Ye-joon como Oh Ri-on (jovem)
- Oh Min-seok como Cha Ki-joon
- Kim Yoo-ri como Han Chae-yeon

### Elenco de apoio
- Choi Won-young como Ahn Gook, secretário de Do-hyun
- Ko Chang-seok como Seok Ho-pil (Dr. Schofield), o médico de Do-hyun e professor de Ri-jin

A Família Seungjin
- Kim Young-ae como Seo Tae-im, presidente do Grupo Seungjin e avó de Do-hyun
- Shim Hye-jin como Shin Hwa-ran, a mãe biológica de Do-hyun
- Ahn Nae-sang como Cha Joon-pyo, o pai de Do-hyun
- Kim Il-woo como Cha Young-pyo, presidente do Grupo Seungjin e pai de Ki-joon
- Kim Na-woon como Yoon Ja-kyung, a mãe de Ki-joon
- Myung Se-bin como Min Seo-yeon, mãe social de Do-hyun
- Kim Yong-gun como Cha Geon-ho, primeiro presidente do Grupo Seungjin

A família de Ri-jin e Ri-on
- Kim Hee-jung como Ji Soon-young, a mãe de Ri-jin e Ri-on
- Park Jun-gyu como Oh Dae-oh, o pai de Ri-jin e Ri-on

Outros
- Kim Hyeong-Beom como chefe de seção Choi
- Baek Cheol-min como Alex
- Kim Hyun-joo como Baek Jin-sook, a mãe de Chae-yeon
- Lee Si-eon como chefe Park Min-jae
- Kang Bong-seong como doutor Shin Seon-jo
- Jo Chang-Geun como doutor Kang In-gyu
- Choi Hyo-eun como enfermeira Joo Mi-ro
- Heo Ji-woong como editor do Omega

### Participações especiais
- Jung Eun-pyo como o psiquiatra estadunidense que tinha medo de Do-hyun (episódio 1)
- Kan Mi-youn como a namorada de Shin Se-gi nos Estados Unidos (episódio 1)
- Woo Hyun como dependência do álcool, doente mental (episódio 1)
- Koo Jun-yup como Club Paradise DJ (episódio 1)
- Kim Seul-gie como paciente Heo Sook-hee (episódios 1 a 4)
- Jo Yun-ho como o motociclista com jaqueta de couro (episódios 1 a 3)
- Seo Yi-ahn como Hong Ji-sun, data acordada de Do-hyun (episódio 7)
- LU:KUS como grupo ídolo Rocking (episódio 8)
- Park Seul-gi como o MC (episódio 8)
- J.One (LU:KUS) como J.I. do grupo Rocking (episódios 11 a 12)
- Ahn Young-mi como leitor de cartão de tarot (episódio 13)
- Kwon Yuri como Ahn Yo-na (episódio 20)

## Classificações
| Episódio | Data de transmissão original | Audiência média    | Audiência média              | Audiência média           | Audiência média              |
| Episódio | Data de transmissão original | Classificação TNmS | Classificação TNmS           | Classificação AGB Nielsen | Classificação AGB Nielsen    |
| Episódio | Data de transmissão original | Em todo o país     | Região Metropolitana de Seul | Em todo o país            | Região Metropolitana de Seul |
| -------- | ---------------------------- | ------------------ | ---------------------------- | ------------------------- | ---------------------------- |
| 1        | 7 de janeiro de 2015         | 8.7%               | 11.1%                        | 9.2%                      | 10.3%                        |
| 2        | 8 de janeiro de 2015         | 8.0%               | 11.2%                        | 8.9%                      | 9.6%                         |
| 3        | 14 de janeiro de 2015        | 8.5%               | 11.3%                        | 10.3%                     | 11.2%                        |
| 4        | 15 de janeiro de 2015        | 8.4%               | 10.4%                        | 9.4%                      | 10.8%                        |
| 5        | 21 de janeiro de 2015        | 8.6%               | 11.3%                        | 9.5%                      | 10.5%                        |
| 6        | 22 de janeiro de 2015        | 9.2%               | 12.3%                        | 9.9%                      | 10.9%                        |
| 7        | 28 de janeiro de 2015        | 9.4%               | 12.0%                        | 9.6%                      | 10.6%                        |
| 8        | 29 de janeiro de 2015        | 9.8%               | 12.3%                        | 11.5%                     | 12.5%                        |
| 9        | 4 de fevereiro de 2015       | 10.2%              | 12.5%                        | 10.5%                     | 11.3%                        |
| 10       | 5 de fevereiro de 2015       | 10.9%              | 13.5%                        | 11.0%                     | 12.2%                        |
| 11       | 11 de fevereiro de 2015      | 11.2%              | 14.7%                        | 10.9%                     | 12.0%                        |
| 12       | 12 de fevereiro de 2015      | 10.2%              | 14.1%                        | 11.4%                     | 12.3%                        |
| 13       | 18 de fevereiro de 2015      | 11.0%              | 14.1%                        | 10.3%                     | 11.1%                        |
| 14       | 19 de fevereiro de 2015      | 10.1%              | 13.2%                        | 9.4%                      | 9.6%                         |
| 15       | 25 de fevereiro de 2015      | 11.2%              | 14.6%                        | 10.5%                     | 11.3%                        |
| 16       | 26 de fevereiro de 2015      | 10.7%              | 12.8%                        | 10.4%                     | 11.2%                        |
| 17       | 4 de março de 2015           | 12.1%              | 15.0%                        | 11.5%                     | 12.5%                        |
| 18       | 5 de março de 2015           | 10.6%              | 13.0%                        | 9.8%                      | 11.0%                        |
| 19       | 11 de março de 2015          | 10.7%              | 13.4%                        | 9.2%                      | 10.0%                        |
| 20       | 12 de março de 2015          | 10.5%              | 13.1%                        | 9.4%                      | 10.6%                        |
| Média    | Média                        | 10.0%              | 12.8%                        | 10.1%                     | 11.1%                        |

## Trilha sonora
1. 환청 (Auditory Hallucination) - Jang Jae-in com NaShow - 3:29
2. Healing Love - Luna e Cho-yi (LU:KUS) - 4:11
3. 말할 수 없는 비밀 (Unspeakable Secret) - Moon Myung-jin	 - 4:26
4. 이런 기분 (This Feeling) - Lee Yoo-rim - 3:34
5. 너를 보낸다 (Letting You Go) - Park Seo-joon - 4:07
6. 제비꽃 (Violet) - Ji Sung - 3:54
7. 환청 (Inst.) (Auditory Hallucination (Inst.)) - 3:29
8. Healing Love (Inst.) - 4:11
9. 말할 수 없는 비밀 (Inst.) (Unspeakable Secret (Inst.)) - 4:26
10. 이런 기분 (Inst.) (This Feeling (Inst.)) - 3:34
11. Kill Me - 2:26
12. I Am Shin Se-gi - 3:39
13. Beyond Recollection - 3:58
14. Freak - 2:17
15. Childhood - 2:01
16. Who Are You? - 2:37
17. Driving to the Past - 3:40
18. I Am Cha Do-hyun - 2:16
19. Heal Me - 2:46

## Prêmios e indicações
| Ano  | Prêmio               | Categoria                      | Recipiente       | Resultado |
| ---- | -------------------- | ------------------------------ | ---------------- | --------- |
| 2015 | Baeksang Arts Awards | Melhor drama                   | Kill Me, Heal Me | Indicado  |
| 2015 | Baeksang Arts Awards | Melhor ator de televisão       | Ji Sung          | Indicado  |
| 2015 | Baeksang Arts Awards | Melhor diretor de televisão    | Kim Jin-man      | Indicado  |
| 2015 | Baeksang Arts Awards | Melhor roteiro (televisão)     | Jin Soo-wan      | Indicado  |
| 2015 | Baeksang Arts Awards | Mais popular ator (televisão)  | Ji Sung          | Indicado  |
| 2015 | Baeksang Arts Awards | Mais popular ator (televisão)  | Park Seo-joon    | Indicado  |
| 2015 | Baeksang Arts Awards | Mais popular atriz (televisão) | Hwang Jung-eum   | Indicado  |